# Ait Belkacem
Ait Belkacem (franska: Ait Belkacem (CR), Ait Belkacem (Commune Rurale), arabiska: تمارة (البلدية)) är en kommun i Marocko.   Den ligger i provinsen Khémisset och regionen Rabat-Salé-Kénitra, i den norra delen av landet, 50 km öster om huvudstaden Rabat. Antalet invånare är 4 915.